# Antonio de Rojas Manrique
Antonio de Rojas Manrique (?, c. 1458-Astudillo, 27 de junio de 1527) fue un religioso y hombre de estado español, obispo de Mallorca, de Palencia, de Burgos,  arzobispo de Granada, Patriarca de las Indias Occidentales y presidente del Consejo de Castilla.

## Biografía
Miembro de una familia noble, fue hijo de Gómez Rodríguez de Rojas, III señor de Requena y de Isabel de Carvallar, dama de la reina Isabel la Católica. El 7 de junio de 1526 otorgó testamento donde donó todos sus bienes a sus sobrinos Juan de Acuña (esposo de su sobrina Ana de Rojas) y Antonio de Rojas. Fue enterrado en el monasterio de Santa María de Gracia de Villasilos, Palencia, que había reedificado, en un sepulcro labrado por Diego de Siloé. La sepultura desapareció junto con el monasterio en el siglo XIX; la estatua orante que se hallaba junto a ella fue trasladada primero al hospital de Boadilla del Camino y posteriormente a la iglesia de Santa María de la Dehesa de Espinosilla de Astudillo.